# ジュリアン・イーウェル
ジュリアン・ジョンソン・イーウェル（Julian Johnson Ewell, 1915年11月5日 - 2009年6月27日）は、アメリカ合衆国の陸軍軍人。アメリカ陸軍の将校として、第二次世界大戦、朝鮮戦争、ベトナム戦争などに従軍した。ベトナム戦争中の第9歩兵師団長、ベトナム第2野戦軍司令官としてその名を知られる。最終階級は中将。

## 経歴

### 若年期
1915年、ジュリアン・ジョンソン・イーウェルはオクラホマ州スティルウォーターにて生を受けた。父ジョージ・W・イーウェルは陸軍大佐で、当時オクラホマ農工大学に設置されていた予備役将校訓練課程に教官として勤務していた。彼はカリフォルニア、パナマ、ペンシルバニア、ワシントンDCなどを転々としつつ成長し、1932年にはニューメキシコ軍事学校(New Mexico Military Institute)を卒業した。その後はデューク大学に進むが、まもなくして陸軍士官学校に移る。1939年、陸軍士官学校を卒業。歩兵科少尉として着任し、第二次世界大戦が始まると落下傘部隊員としての訓練を受けた。

### 第二次世界大戦
その後、中佐となったイーウェルは第101空挺師団第501落下傘歩兵連隊第3大隊長に任命される。1944年6月、イーウェルはノルマンディー上陸作戦最中のフランスへと降下した。この降下とその後の戦闘が、彼にとって初めての実戦経験であった。多くの空挺隊員が降下地点から外れてしまった為、第3大隊の集結も遅れていたが、イーウェルは少数の隊員で防衛線を再構築して抵抗を続けた。
1944年9月17日、イーウェル率いる第3大隊はマーケット・ガーデン作戦に参加してオランダへと降下し、まもなくして彼は連隊付監督将校(regimental executive officer)に任命されている。10月8日、第501連隊長ハワード・R・ジョンソン大佐が戦死すると、イーウェルが連隊長の職を引き継いだ。
第501連隊を含む第101師団はバルジの戦いの最中に発生したバストーニュ包囲戦の救援に参加しており、イーウェルはこの際の戦功から殊勲十字章を受章している。

### 第二次世界大戦後
イーウェルは戦後も陸軍に残った。1940年代末に大佐に昇進し、ベルリンに設置された米軍司令部にてマクスウェル・D・テイラー将軍の副官を務める。1953年、韓国に駐屯する第9歩兵連隊の連隊長に任命される。
朝鮮戦争後、イーウェルは准将に昇進、以後陸軍士官学校士官候補生隊司令官補、大統領および統合参謀本部議長付軍事顧問たるテイラー将軍の副官、第8歩兵師団長補、第5軍団参謀長、戦闘配置コマンド副司令などを務めた。
1968年から1969年にかけて、少将に昇進したイーウェルは第9歩兵師団長に任命された。イーウェルに率いられた第9師団は、メコンデルタにおける共産軍の一掃を目的としたスピーディー・エクスプレス作戦を展開した。1969年から1970年までベトナム第2野戦軍司令を務め、この間に中将へ昇進を果たしている。第2野戦軍司令の職を離れた後、イーウェルは軍事顧問としてパリ平和会議におけるアメリカ・南ベトナム側代表団に参加した。その後、1972年から退役する1973年まで、イーウェルはイタリア・ナポリにあるNATO南方司令部に参謀長として勤務した。
イーウェルはアメリカ軍人として、アメリカ陸軍指揮幕僚大学、陸軍大学校、国防大学を卒業している。

### 退役後
退役後はバージニア州フォート・ベルボア近くのフェアファックス退役者コミュニティ(Fairfax Retirement Community)を頼って暮らした。2009年7月27日、イノヴァ・フェアファックス病院にて死去。アーリントン国立墓地に埋葬された。

## 「戦果」に関する論争
一部の批評家は、ベトナム戦争中に「戦果」(body counts)の数に関する強迫観念にとりつかれたイーウェルが、この数字をより大きく見せる為、部下に虐殺させた民間人の遺体も共産軍のものとして報告していたと主張している。
かつて第9師団に所属していた作家デイヴィッド・ハックワースもイーウェルが主張する戦果の規模に懐疑的な姿勢を示している。ハックワースによれば、第9師団は1968年から1969年にかけておよそ20,000人の敵兵を殺傷したとされているが、一方で回収された武器は2,000個程度であったとして、戦果の数字が大幅に粉飾されている可能性を指摘している。
1972年に陸軍監察官(Inspector General)が報告したところによれば、スピーディー・エクスプレス作戦中に7,000人以上の民間人が死亡した可能性があるという。
1995年、イーウェルはかつて第9師団参謀長を務めたアイラ・ハント(Ira Hunt)元少将と共に書籍『Sharpening the Combat Edge』を発表した。同書の中でイーウェルとハントは戦果に関する強迫観念などというものは事実無根であると述べ、南ベトナム市民に対する残虐な行いではなく敵に最大の打撃を与える努力が果たされたのだとしている。イーウェルおよびハントの主張は、ニック・タースの著書『Kill Anything That Moves: The Real American War in Vietnam』に対向する意図もあったとされる。同書では、スピーディー・エクスプレス作戦の中で多くの戦争犯罪が犯され、それらはイーウェルを含む高官らによって隠蔽されたのだと主張されている。

## 受章
イーウェルは殊勲十字章のほか、4つの殊勲章(Distinguished Service Medal)、2つの銀星章、2つのレジオン・オブ・メリット勲章、銅星章、名誉戦傷章、エア・メダル、戦闘歩兵記章などを受章している。その他にフランスのレジオンドヌール勲章騎士級など、いくつかの海外勲章も授与されている。

## 家族
イーウェルは4度結婚した。最初の2回は離婚で、3度目の妻は1995年に死去している。2005年、パトリシア・ゲイツ・リンチと結婚。4人の子供と2人の継子がいる。

## 記念碑
ベルギーのラグレーゼにあるディセンバー44博物館(December 44)はバルジの戦いに関する展示を行っており、その中にはイーウェルに関するものもいくつかある。